# Skateholm
Skateholm är en ort i Tullstorps socken på Söderslätt i Trelleborgs kommun. Bebyggelsen ingår i den av SCB avgränsade och namnsatta småorten Skateholm och del av Beddingestrand. Orten var på 1880-talet fortfarande endast ett fiskeläge.

## Skateholmsboplatsen
Skateholmsboplatsen är en boplats med tillhörande gravfält från äldre stenålder. Gravarna har daterats mellan omkring 5.250-4.900 f Kr. Ca 90 gravar i anslutning till tre bosättningsområden har påträffats och undersökts. Av de sammanlagt 43 vuxna personer som bevarats så bra att kroppsställningen har kunnat bestämmas, har 9 placerats i sittande ställning, 14 i hopkrupen sovställning eller så kallad hockerställning och 16 i utsträckt ryggläge. En stor del av gravarna var beströdda med rödockra. Även hyddbottnar har påträffats, den största mätte 1 gånger 6 m.